# ماروسيا (مساعد صوتي)
ماروسيا (بالروسية: Маруся) خدمة مساعد شخصي الكتروني صوتي، تم تطويره بواسطة مجموعة ميل.آر يو. تم إطلاقه في 17 يونيو 2019.
```
متوفر في تطبيقات 
آي أو إس
 
وأندرويد
، مدمج في 
فكونتاكتي
 
وميل.آر يو
 و في مكبرات الصوت الذكية "Capsule" من VK  و SmartVoice من Prestigio ، وكذلك في الإصدار الروسي من Mi Smart Speaker من 
شاومي
[
2
]
[
3
]
```